# Яманлар
Яманлар (тур. Yamanlar Dağı) — горный хребет в Турции, к западу от горы Маниса (Сипил), на территории ила Измир. Высочайшая вершина — гора Каратепе высотой 1075 метров над уровнем моря.
На хребте находится кратерное озеро Карагёль (Karagöl — «чёрное озеро»), в античности известное как озеро Тантала. Павсаний сообщает, что озеро Тантала названо по имени Тантала, чья могила находится на горе Сипиле (Маниса). На озере Тантала Павсаний видел «лебединых» орлов, названных так за их белизну, делающую их похожими на лебедей.
Служит водоразделом реки Гедиз. Советский ботаник Пётр Михайлович Жуковский в 1933 году сообщает, что горы Маниса и Яманлар «в общем носят оголённый характер; только на Яманлар-даге ещё сохранились сосновые леса и в ложбинах — рощи грецкого ореха. Маквис здесь характерен для нижней зоны». Сосновые леса состоят из сосны обыкновенной (Pinus silvestris) и калабрийской (Pinus brutia), в смеси с можжевельниками колючим (Juniperus oxycedrus) и косточковым (Juniperus drupacea) и пихтой белой (Abies pectinata).